# バンクーバー (ブリティッシュコロンビア州)
バンクーバー（英語: Vancouver）は、カナダブリティッシュコロンビア州南西部のメトロバンクーバーに属する都市。同州最大にして北米有数の世界都市。ヴァンクーヴァーと表記されることもある。

## 概要
バンクーバーを中心とする都市圏人口は246万人とカナダ国内第3位の都市圏を形成している。バンクーバー市のみの人口では同国内で第8位の約64万人である。民族や言語が多様で、人口のおよそ52%は第一言語が同州の公用語にあたる英語ではない。2016年に発表された「世界の都市総合力ランキング」では、世界28位と評価された。
1867年に製材所ができ、これらを中心とする入植地であったギャスタウンは発展を続け、グランビルとして町は拡大した。東カナダから続く鉄道の終着駅が町まで敷かれることになった1886年に町はバンクーバーとして改名され市政となる。
林業が同市最大の産業で、都市部ながら自然に囲まれた都市として知られていることから、観光業が発達しており、同市第2の産業となっている。同市にあるメトロバンクーバー港は同国最大の港であり、北米においても積載量で第4位の規模を持つ。同市および隣のバーナビー市には、主要な各映画製作会社が拠点を置いており、ロサンゼルス、ニューヨークに続く北米第3位の規模となる映画製作拠点となっている。このため、通称ハリウッドノースとも呼ばれる。国際会議や国際競技が数多く開催されており、2010年には第21回冬季オリンピック（バンクーバーオリンピック）が開催された。

## 地名
バンクーバーの地名は18世紀後半、カナダ西海岸地域の測量を行ったイギリスの探検家、ジョージ・バンクーバーに由来する。旧訳漢字表記「晩香坡」。

## 歴史
ロッキー山脈に発しジョージア海峡に注ぐフレーザー川の河口地域にマスキーム (Xwméthkwyiem) といわれる先住民族が居住したのは、少なくとも3,000年以上前であった。ただし、豊かな自然環境を考慮すると10,000年以上も前から人類が住んでいたとも考えられている。ヨーロッパから探検家が到着した頃には、マスキーム族 (Musqueam) とスクワミッシュ族 (Squamish) が既に村を形成していた。北バンクーバー地域にはツレイルワスス族 (Tsleil'wauthuth) が居住していた。これらはサリシュ海岸 (Coast Salish) 先住民族と言われ、フレーザー渓谷から北部ワシントン地域を居住区としていた。
1791年にスペインのホセ・マリア・ナルバエス (Jose Maria Narvaez) 船長がジョージア海峡を探検した。翌1792年には、イギリス海軍のジョージ・バンクーバー提督がスペイン探検団とともにバンクーバー島西岸からジョージア海峡に入り、のちのシアトルのあたりまで到達した。
その後、毛皮の交易所がコロンビア川やフレーザー川に沿って設立され、ブリティッシュ・コロンビアの内陸部にもヨーロッパ人の入植が相次いだ。ハドソン湾会社などがますます進出した。1858年にはフレーザー川下流岸にも金鉱が発見され、ゴールドラッシュが始まった。1865年にはコロンビア川岸でも金鉱が発見されたが、すぐにゴールドラッシュは収束した。
バンクーバー港の中心であるバラード入り江にて林業が盛んになり、1863年には最初の製材所がムーディービル（のちのノースバンクーバー）に開業した。1865年にはオーストラリアへ輸出が開始された。同年までにはバンクーバー市街のあたりにも製材所が開業された。
カナダがイギリスより独立し、「カナダ自治領」(Dominion of Canada) が設立された4年後の1871年には、ブリティッシュ・コロンビアがカナダ自治領（カナダの連邦政府）に加盟した。
1885年、カナダ植民地政府のマクドナルド首相の指示の下、カナダ・パシフィック鉄道 (CPR) がグランビルに大陸横断鉄道の西海岸側の終着駅を建設した。CPRは、おそらくバンクーバー島に因んで、終着駅の名前を「バンクーバー」とした。その後1886年4月6日、正式に「バンクーバー市」が施行され、間もなくモントリオールからの大陸横断鉄道定期便が開業された。1886年の大火事で町の大部分が焼失したが、鉄道での物資の補給等により間もなく復興した。1888年にはスタンレーパークが開園した。
大陸横断鉄道がバンクーバー港と接続し、カナダが太平洋岸からも世界各国へつながることとなった。1891年にCPR初の貨物船「"Empress of India"」が東洋から到着した。1914年にはパナマ運河が開業し、バンクーバーは北太平洋の重要な海港の一つとなった。
20世紀に入ってもギャスタウン周辺が市の中心として栄えた。1922年にバンクーバーの車両交通は、イギリス方式の左側通行から右側通行に切り替わり、1937年にはライオンズゲートブリッジが開通した。市制100周年に当たる1986年には国際交通博覧会 (Expo 86) が開催され、それに合わせて新しい交通機関スカイトレインが運行開始した。
カナダの天然鉱物資源および工業製品、石油などを輸出する重要な港としての港湾業や、水産農林業、観光その他によって、バンクーバーの都市圏はその後も順調な成長を続け、周辺の都市と合わせると人口200万人を超え、カナダ第3位の大都市圏を形成している。自然環境と都市文化のバランスのいい発展を背景に、世界各国からの移民が急増した。特に1997年の香港の中華人民共和国返還に際し、独裁主義化を恐れた香港系中国人の移民が急増した（詳細はチャイナタウン参照）。第二次世界大戦前から日系移民も多く以前は日本人街もあったが戦後急速に衰退していった（詳細はバンクーバーの日本人街参照）。

## 地理

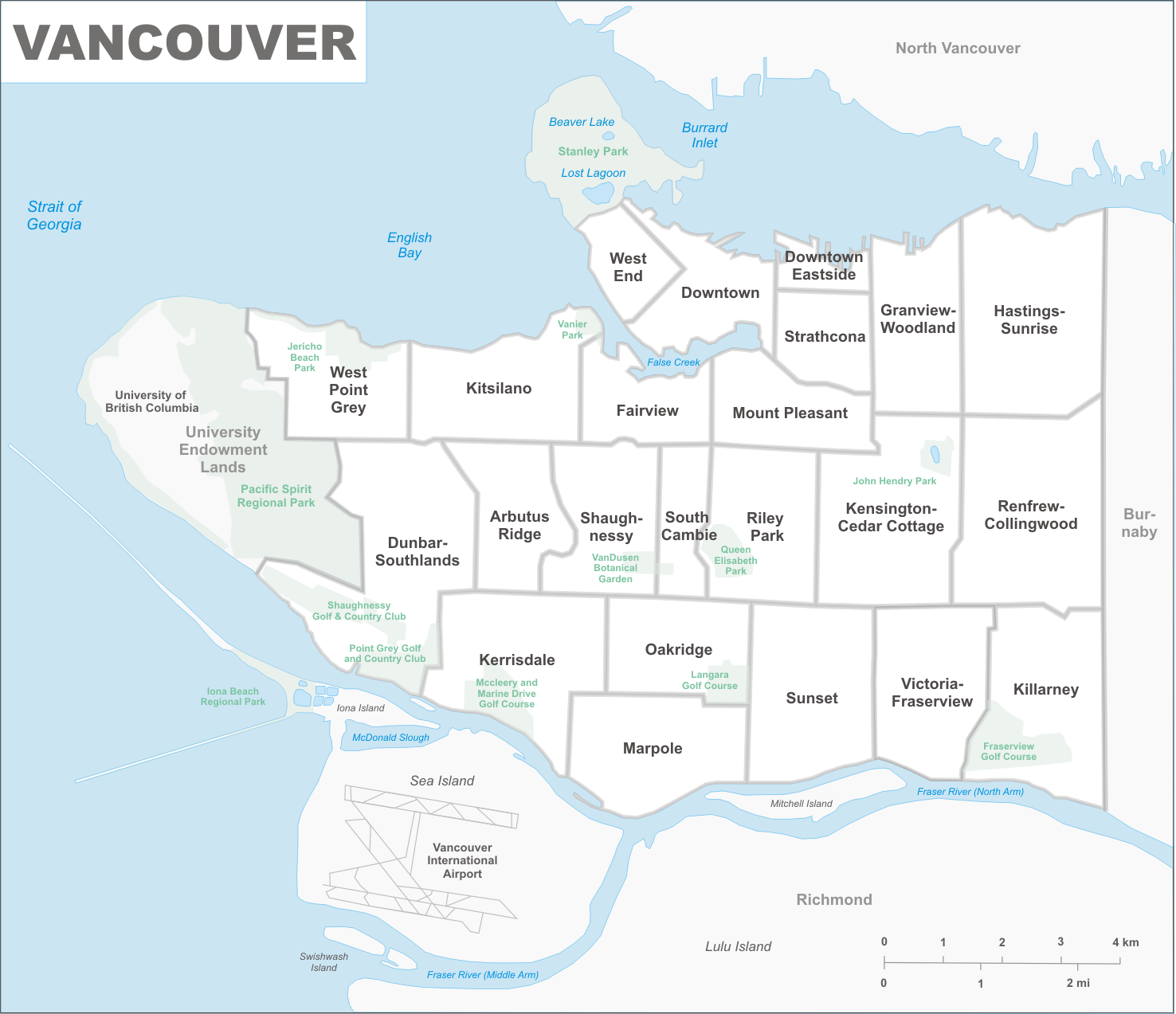
バンクーバーの行政区画

バンクーバーはブリティッシュコロンビア州の南西部、フレーザー川の河口に位置する。ジョージア海峡を挟んでバンクーバー島と向かい合っている。
周辺の20あまりの自治体と併せて州の地方行政区としてのメトロバンクーバーを形成している。
リッチモンド、バーナビー、バラード入り江を挟んでノースバンクーバー、イングリッシュベイを挟んでウェストバンクーバーに隣接している。

### 気候
バンクーバーはカナダ国内で最も温暖な気候を持つ都市の1つである。ケッペンの気候区分では西岸海洋性気候（Cfb）に属する。夏は涼しく30度以上の真夏日になることはほぼ無く、乾燥していて過ごしやすい。日中を通して晴れる日が多い夏とは対照的に、11月から3月は急激に降水量が増えるが緯度の割に寒くない。特に太平洋沿岸に位置するバンクーバーは、レインクーバーと呼ばれるほどカナダで最も降水量の多い都市の一つである。同じく太平洋沿岸のリッチモンドにあるバンクーバー国際空港の観測データによると、年間降水量は1175.1mmに達する。冬季はカナダで最も温暖な気候で、最も寒い12月の平均気温は3.9℃。これまで観測された最高気温は2009年7月30日の34.4℃、最低気温は1968年12月29日の-17.8℃である。
| バンクーバー（1991～2020）の気候                        | バンクーバー（1991～2020）の気候 | バンクーバー（1991～2020）の気候 | バンクーバー（1991～2020）の気候 | バンクーバー（1991～2020）の気候 | バンクーバー（1991～2020）の気候 | バンクーバー（1991～2020）の気候 | バンクーバー（1991～2020）の気候 | バンクーバー（1991～2020）の気候 | バンクーバー（1991～2020）の気候 | バンクーバー（1991～2020）の気候 | バンクーバー（1991～2020）の気候 | バンクーバー（1991～2020）の気候 | バンクーバー（1991～2020）の気候 |
| 月                                                      | 1月                              | 2月                              | 3月                              | 4月                              | 5月                              | 6月                              | 7月                              | 8月                              | 9月                              | 10月                             | 11月                             | 12月                             | 年                               |
| ------------------------------------------------------- | -------------------------------- | -------------------------------- | -------------------------------- | -------------------------------- | -------------------------------- | -------------------------------- | -------------------------------- | -------------------------------- | -------------------------------- | -------------------------------- | -------------------------------- | -------------------------------- | -------------------------------- |
| 最高気温記録 °C （°F）                                  | 15.3 (59.5)                      | 18.4 (65.1)                      | 19.4 (66.9)                      | 26.1 (79)                        | 30.4 (86.7)                      | 33.3 (91.9)                      | 34.4 (93.9)                      | 33.3 (91.9)                      | 29.4 (84.9)                      | 25.0 (77)                        | 23.3 (73.9)                      | 15.1 (59.2)                      | 34.4 (93.9)                      |
| 平均最高気温 °C （°F）                                  | 6.9 (44.4)                       | 8.0 (46.4)                       | 10.2 (50.4)                      | 13.2 (55.8)                      | 17.1 (62.8)                      | 19.7 (67.5)                      | 22.4 (72.3)                      | 22.4 (72.3)                      | 19.0 (66.2)                      | 13.6 (56.5)                      | 9.4 (48.9)                       | 6.6 (43.9)                       | 14.0 (57.2)                      |
| 日平均気温 °C （°F）                                    | 4.2 (39.6)                       | 4.9 (40.8)                       | 6.8 (44.2)                       | 9.5 (49.1)                       | 13.1 (55.6)                      | 15.8 (60.4)                      | 18.2 (64.8)                      | 18.3 (64.9)                      | 15.2 (59.4)                      | 10.4 (50.7)                      | 6.5 (43.7)                       | 3.9 (39)                         | 10.6 (51.1)                      |
| 平均最低気温 °C （°F）                                  | 1.4 (34.5)                       | 1.6 (34.9)                       | 3.4 (38.1)                       | 5.8 (42.4)                       | 9.2 (48.6)                       | 11.9 (53.4)                      | 14.0 (57.2)                      | 14.0 (57.2)                      | 11.3 (52.3)                      | 7.2 (45)                         | 3.5 (38.3)                       | 1.3 (34.3)                       | 7.1 (44.8)                       |
| 最低気温記録 °C （°F）                                  | −17.8 (0)                        | −16.1 (3)                        | −9.4 (15.1)                      | −3.3 (26.1)                      | 0.6 (33.1)                       | 2.2 (36)                         | 6.1 (43)                         | 3.9 (39)                         | −1.1 (30)                        | −6.1 (21)                        | −14.3 (6.3)                      | −17.8 (0)                        | −17.8 (0)                        |
| 雨量 mm （inch）                                        | 172.3 (6.783)                    | 95.9 (3.776)                     | 115.3 (4.539)                    | 85.5 (3.366)                     | 57.5 (2.264)                     | 48.8 (1.921)                     | 31.1 (1.224)                     | 35.8 (1.409)                     | 60.9 (2.398)                     | 124.5 (4.902)                    | 175.9 (6.925)                    | 171.6 (6.756)                    | 1,175.1 (46.263)                 |
| 出典：http://www.pogodaiklimat.ru/climate7.php?id=71892 |                                  |                                  |                                  |                                  |                                  |                                  |                                  |                                  |                                  |                                  |                                  |                                  |                                  |

## 人口

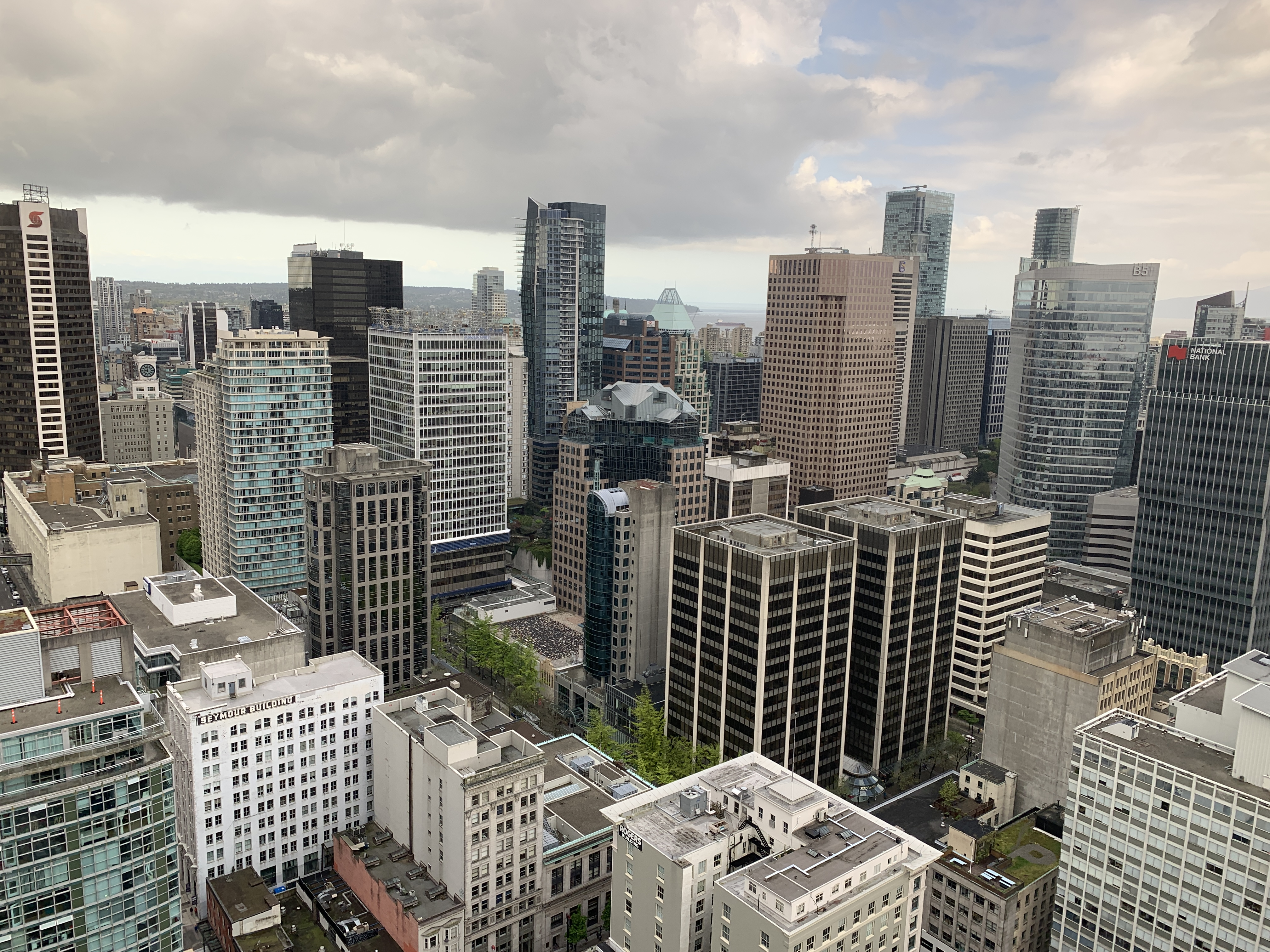
ハーバーセンターから見る中心市街地。バンクーバーはカナダ屈指の金融センターとして高い役割を持つ

2016年の人口調査によるとバンクーバー市の人口は631,486人。バンクーバー都市圏の人口は246万3431人でカナダではトロント、モントリオールに次ぐ第三の都市圏規模を持っている。
| 年度   | 人口（人） | 増加率（%） |
| ------ | ---------- | ----------- |
| 2016年 | 631,486    | 4.6         |
| 2011年 | 603,502    | 4.4         |
| 2006年 | 578,041    | 5.9         |
| 2001年 | 545,671    | 6.2         |
| 1996年 | 514,008    | 9.0         |
| 1991年 | 471,644    | 9.4         |
| 1986年 | 431,147    | 4.1         |
| 1981年 | 414,281    | 1.0         |
| 1976年 | 410,188    | -           |

- 増加率は過去5年間の人口増加率を意味する。

### 民族
| 人種・民族構成（バンクーバー大都市圏） 2016年 | 人種・民族構成（バンクーバー大都市圏） 2016年 | 人種・民族構成（バンクーバー大都市圏） 2016年 | 人種・民族構成（バンクーバー大都市圏） 2016年 | 人種・民族構成（バンクーバー大都市圏） 2016年 |
| --------------------------------------------- | --------------------------------------------- | --------------------------------------------- | --------------------------------------------- | --------------------------------------------- |
|                                               |                                               |                                               |                                               |                                               |
| 白人                                          | 白人                                          |                                               | 48.6%                                         | 48.6%                                         |
| 中国系                                        | 中国系                                        |                                               | 27.0%                                         | 27.0%                                         |
| 南アジア系                                    | 南アジア系                                    |                                               | 6.0%                                          | 6.0%                                          |
| フィリピン系                                  | フィリピン系                                  |                                               | 5.1%                                          | 5.1%                                          |
| 先住民                                        | 先住民                                        |                                               | 2.5%                                          | 2.5%                                          |
| 韓国系                                        | 韓国系                                        |                                               | 1.7%                                          | 1.7%                                          |
| 西アジア系                                    | 西アジア系                                    |                                               | 1.9%                                          | 1.9%                                          |
| 東南アジア系                                  | 東南アジア系                                  |                                               | 1.9%                                          | 1.9%                                          |
| 中南米系                                      | 中南米系                                      |                                               | 1.4%                                          | 1.4%                                          |
| 日系人                                        | 日系人                                        |                                               | 1.2%                                          | 1.2%                                          |
| 黒人                                          | 黒人                                          |                                               | 1.2%                                          | 1.2%                                          |

| 母語話者（バンクーバー大都市圏）2016 | 母語話者（バンクーバー大都市圏）2016 | 母語話者（バンクーバー大都市圏）2016 | 母語話者（バンクーバー大都市圏）2016 | 母語話者（バンクーバー大都市圏）2016 |
| ------------------------------------ | ------------------------------------ | ------------------------------------ | ------------------------------------ | ------------------------------------ |
|                                      |                                      |                                      |                                      |                                      |
| 英語                                 | 英語                                 |                                      | 54.0%                                | 54.0%                                |
| 広東語                               | 広東語                               |                                      | 7.6%                                 | 7.6%                                 |
| 北京語                               | 北京語                               |                                      | 7.2%                                 | 7.2%                                 |
| パンジャーブ語                       | パンジャーブ語                       |                                      | 6.2%                                 | 6.2%                                 |
| 韓国語                               | 韓国語                               |                                      | 1.9%                                 | 1.9%                                 |
| タガログ語                           | タガログ語                           |                                      | 2.7%                                 | 2.7%                                 |

2016年国勢調査によるとバンクーバー市内の人種・民族構成は白人が48.2%と半数を占め、ついで中国系が27%で3割弱となっており167,180人を数えてバンクーバー都市圏の中ではリッチモンドの104,185人を抑えて最も多い。さらに南アジア系やフィリピン系と続き、日系人も10,315人、全人口の1.7%を占めている。バンクーバー市内のほうがサレーやバーナビー、リッチモンド等に比較すると白人の割合が高くなっているのが特徴で、これは家賃高騰等の影響から新移民は家賃や住宅が安い郊外に住む傾向が強いからである。南アジア系はサレー（バンクーバー市内：37,130人、サレー：168,040人）、韓国系はコキットラム（バンクーバー市内：9,360人、サレー：9,930人）の方がバンクーバー市内よりも人数が多くなっている。さらに、黒人人口は6,345人でサレーの9,455人よりも少なく、全人口の1%に過ぎない。
バンクーバー都市圏としてみた場合は白人が48.6%と過半数弱。中国系（474,655人、19.6%）や南アジア系（291,005人、12%）、フィリピン系（123,170人、5.1%）、韓国系（52,980人、2.2%）および日系（30,110人、1.2%）を始めとするアジア系が多く住む都市であり、北米有数の規模の中華街が形成されている。
中国系人口はバンクーバー都市圏の2割近くを占め、これは北米の大都市では最も高い。中国系住民の多くは香港返還前後に移民してきた香港人で、バンクーバーならぬホンクーバーとも言われるほどである。特に南部にあるリッチモンドは人口の大多数が中国系である。中華街には、孫文が中国国民党を結成する前の亡命中に住んだ、中山庭園がある。
かつては日本人街も存在したが第二次大戦中の日系人の収容所への連行などでブリティッシュコロンビア州内の日系人人口が激減し、廃退した。2011年現在、バンクーバー仏教会、バンクーバー日本語学校と日系会館を除き殆どが廃墟化している。しかし、今でもトロントをしのぐカナダ最大の日系社会を形成し、日本人留学生も多く在住している。ダウンタウンには、日本人向けのコンビニや飲食店などが建ち並んでおり、一角では日本語だけでも生活が可能なほどである。
その他にもフィリピン系やメキシコ系、ベトナム系やカンボジア系、クロアチア系など様々な民族が居住しているが、黒人はバンクーバー都市圏全体でも29,830人で北米の大都市では最も少ない。

### 言語
バンクーバー大都市圏の母語話者の割合は英語が54%、ついで広東語の7・6%、中国語の7.1%、パンジャーブ語の6・2%となっている。中国語話者の中では広東語話者が最も多いが、普通話話者の他に台湾語話者のコミュニティもある。

## 経済
太平洋岸に位置すること、トランスカナダハイウェイと鉄道の西の終点であることから、カナダで最大の産業都市の一つである。バンクーバー港はカナダ最大で、多岐にわたる貿易量が750億ドルに上り、GDPで105億ドルを占める。林業と鉱業の拠点でもあり、最近ではソフトウェア開発、バイオテクノロジー、映画産業の中心地になっている。毎年多くの観光客が集まり、アラスカやカナダ国内への重要な入り口でもある。カナダ一家賃が安く、世界一物価、家賃が安いという面がある。アメリカのワシントン州と接しており、毎日国境を越えて通勤する人も少なくない。通勤者や観光客の便宜を図るために、アメリカドルでの支払いも可能なところが少なくないが、この場合原則として、アメリカドルで支払う場合の金額がやや高めに設定されている。
バンクーバーは、トロントやモントリオールに共にカナダで最も重要な金融センターの1つである。2021年9月、イギリスのシンクタンクの調査で世界28位（前回は11位）の金融センターと評価された。香港からの移民にとってバンクーバーは最も有望な移住先であり、バンクーバーの金融業はアジアからの移民や投資によって支えられている。

## 行政

### 警察
- バンクーバー市警(VPD：Vancouver Police Department)

バンクーバー市は独自の警察部隊を持ち、バンクーバー市内の警察業務はバンクーバー市警の管轄となる。
- 交番(CPC：Community Policing Centers)

地域ごとに警察官とボランティアで構成された交番が配置されている。退職者から若者まで多くのボランティアが地域パトロールや盗難等の被害届の作成などを担当し、警察官たちがより重要な職務を遂行できるようサポートしている。24時間開いているわけではないが朝から夕方まで常時ボランティアが待機している。

## 交通

### 空港

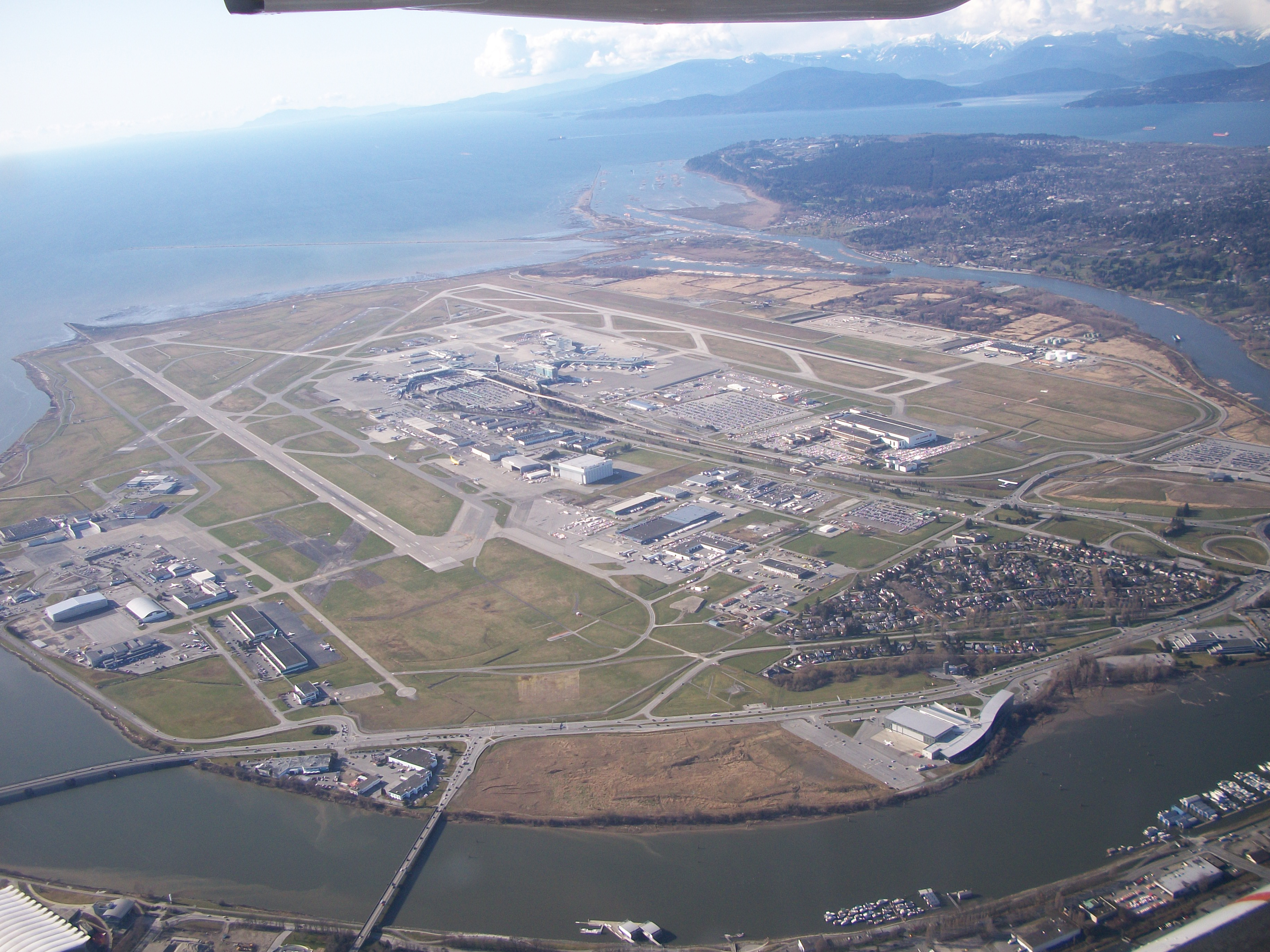
バンクーバー国際空港

- バンクーバー国際空港 （空港コード：YVR）

バンクーバーの南、リッチモンドにある国際空港で、旅客数はトロント・ピアソン国際空港に次ぐカナダ第2の空港。 国際空港としては珍しく、水上機定期便のためのターミナルを備えた空港でもある。
- アボッツフォード国際空港(Abbotsford International Airport)（空港コード：YXX）

同地区から東部に位置するアボッツフォードにある国際空港で、設備面でもバンクーバー国際空港の代替機能を持つ空港。
- バンクーバー・ハーバー水上空港 （空港コード：CXH）

ダウンタウンのウォーターフロント駅近くにあり、水上飛行機がバンクーバー島のビクトリアやナナイモなどとの間を短時間で結んでいる。離着陸数は約5万回で水上空港としてはカナダ1位。

### BCフェリー

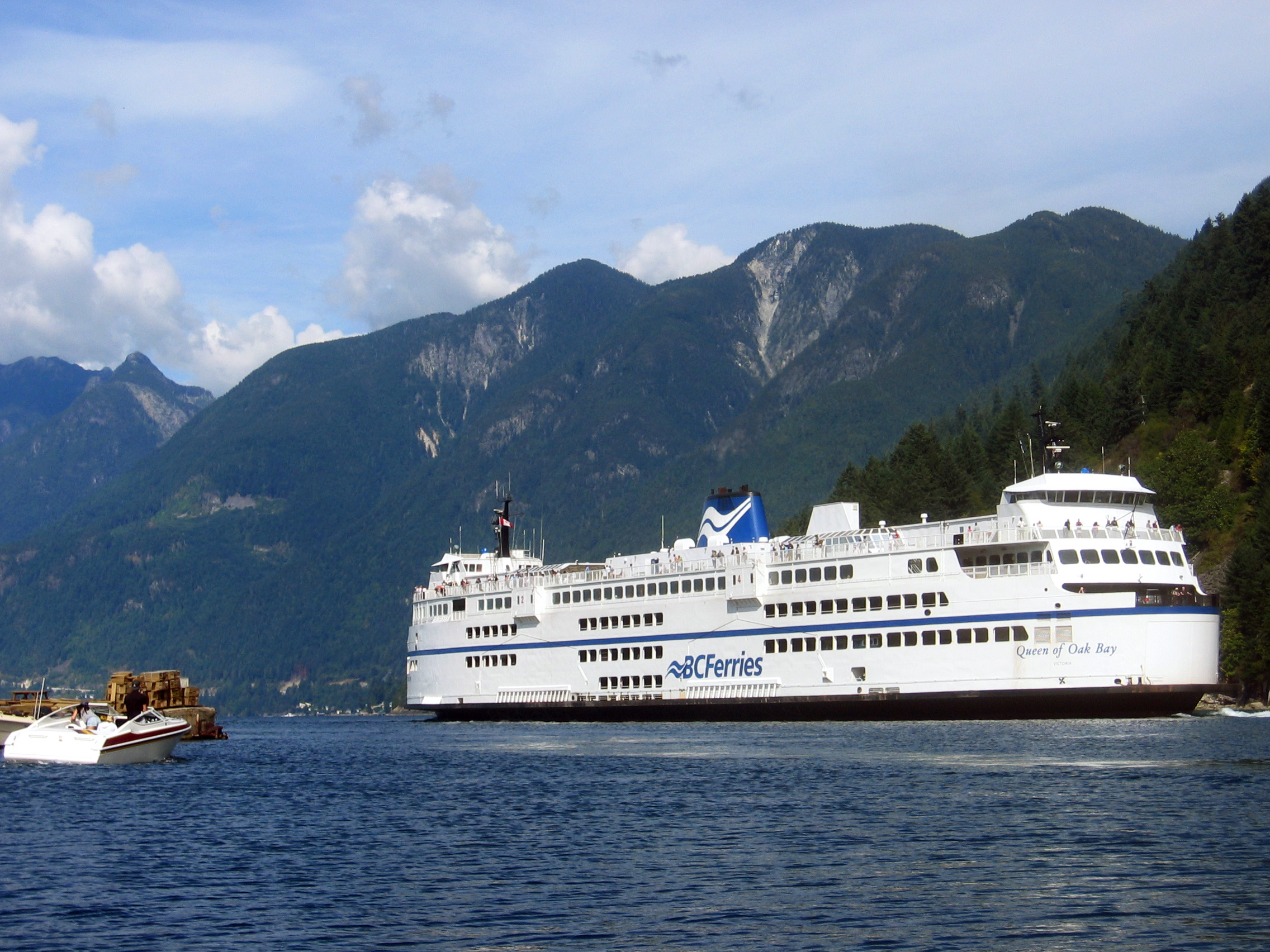
BCフェリー

島が多く存在するブリティッシュコロンビア州では多くの人がフェリーを交通手段として使っている。フェリーターミナルは、ウェストバンクーバーのホースシューベイ港とバンクーバー市南のデルタにあるツワッセン港から出港している。

### 公共交通機関
バンクーバー都市圏の交通行政は、トランスリンクと呼ばれる団体の管轄である。バンクーバー市内では90分以内であれば同一料金で、トランスリンクが運営するバス、スカイトレイン、シーバスに乗降りすることができる。

#### スカイトレイン

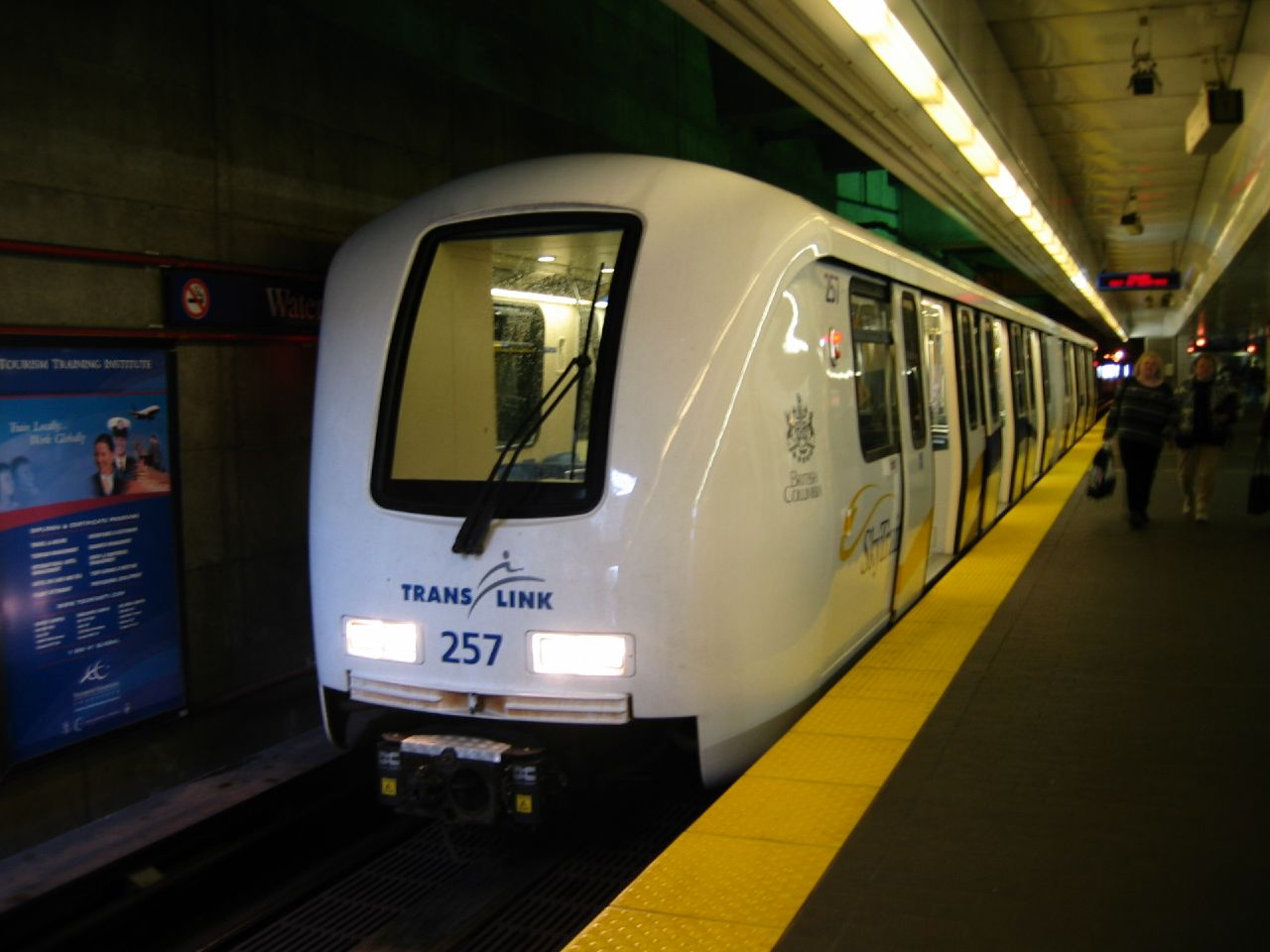
スカイトレイン

バンクーバーのダウンタウンと、郊外都市や空港とを結ぶ自動運転の軌道系公共輸送機関。ダウンタウンでは地下を走り、郊外に出ると高架になる。初期の2路線であるエキスポラインとミレニアムラインは、鉄輪式リニアモーターカーが運行している。
2010年2月に開催されたバンクーバーオリンピックに合わせて、バンクーバーのダウンタウンと、南接するリッチモンドのバンクーバー国際空港および中心部とを結ぶカナダラインの建設が2005年11月より進められ、2009年8月に営業を開始した。同路線は、ターミナル駅であるウォーターフロント駅からダウンタウン地下を南下し、キャンビー通りの地下を抜け、フレーザー川付近のブリッジポート駅からは、空港方面とリッチモンド方面に分岐する。

#### ウエストコーストエクスプレス
バンクーバーダウンタウンと東にある郊外ミッション市間約68kmを結ぶ通勤用特急列車。

#### 路線バス

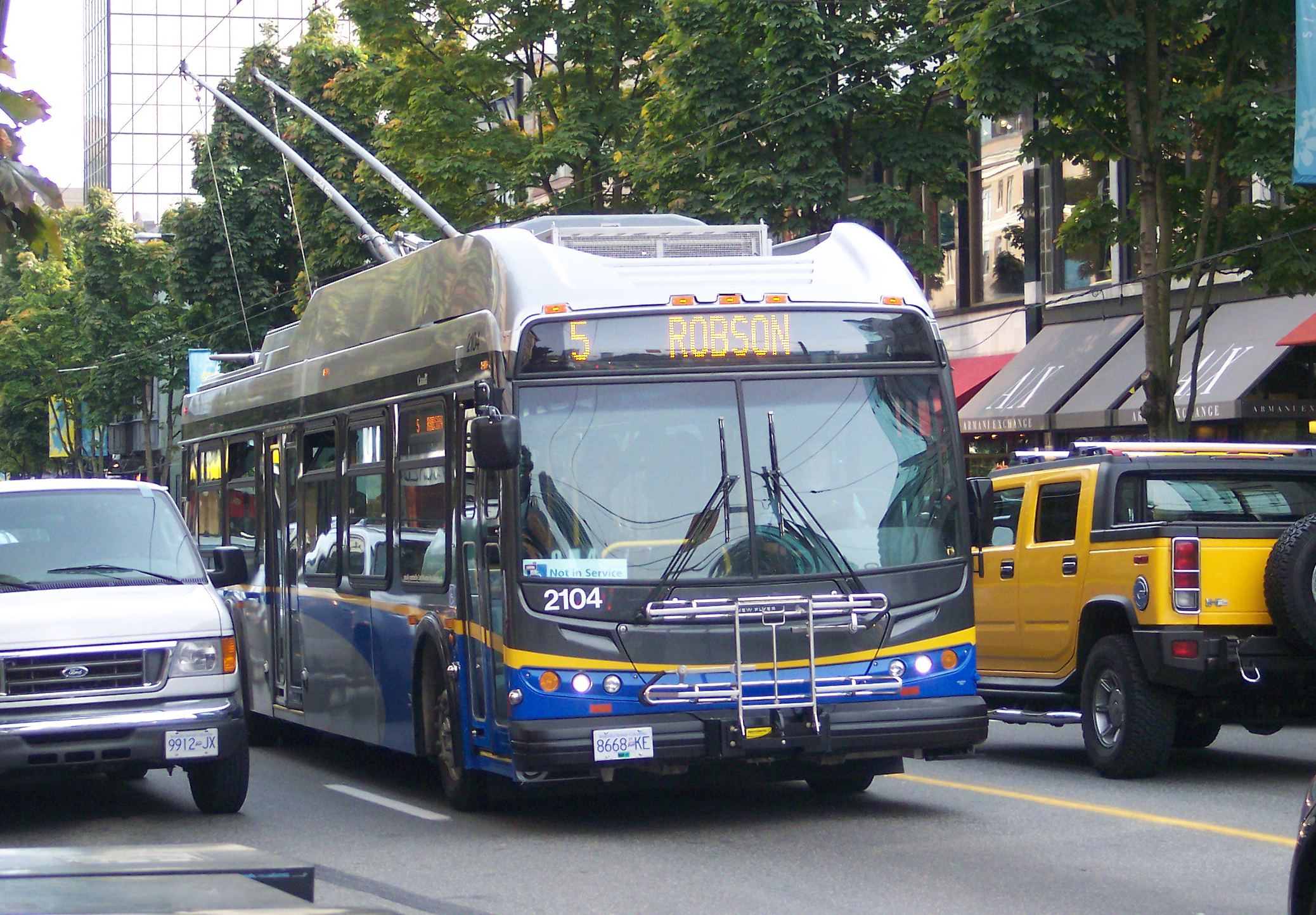
ニューフライヤー E40LFR型トロリーバス。

バンクーバーには昼間にトロリーバス（バンクーバー・トロリーバス）と普通のバス、夜間はナイトバスが運行しており、地域やバス停にもよるが、ほぼ24時間利用することができる。コミュニティ・シャトルは決まったエリア内を走行するミニバン型のバス。
バスは路線が充実しており、乗り継ぎをすれば大体はどこへでも行ける。2010年バンクーバーオリンピック・パラリンピックに向けて、すべてのバスが車椅子対応の車両に更新された。多くはノンステップバスである。

#### シーバス
バンクーバーのダウンタウンとノースバンクーバーを結ぶ水上バス。

#### 長距離列車・高速バス
- パシフィック・セントラル駅 - VIA鉄道が大陸横断鉄道のカナディアン号を運行する他、アムトラックによりアメリカ合衆国シアトル方面の列車が発着する。
- ノースバンクーバー駅 - ノースバンクーバーにある。ロッキーマウンテニア社によるジャスパー行き観光列車のターミナル駅である。かつてはBCレイルのターミナルであった。
- ロッキーマウンテニア駅 - ロッキーマウンテニア鉄道のターミナル駅。カルガリー・バンフ行き観光列車が発着する。

### 道路網

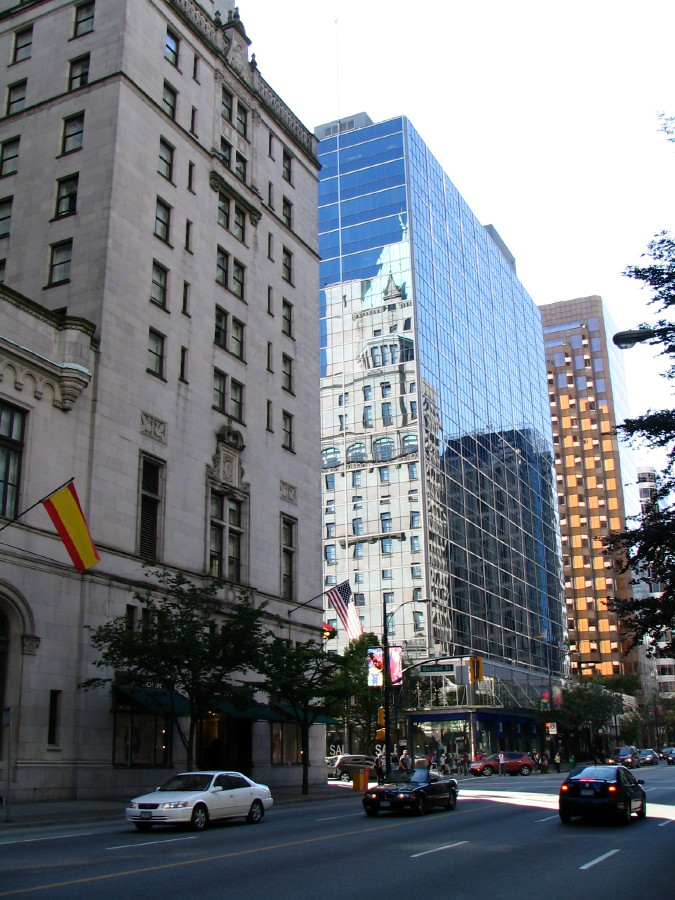
州道99号線（ジョージア通り）

北米の一般的な都市と違い、バンクーバー市の中心部には高速道路が通っていない。モータリゼーションに伴い、高速道路を中心部まで建設する計画があったが、高速道路に対する反対運動が1970年代から80年代にかけて行われ、計画は白紙化された。
トランスカナダハイウェイの一部が唯一バンクーバー市を通過するが、同市の最東部に位置し、中心部からは距離がある。また、アメリカ国境、ライオンズゲートブリッジやウィスラーなどを結ぶ州道99号線がバンクーバーを南北に通過するが、南部のリッチモンド市以南は高速道路でありながら、バンクーバー市に到達すると一般道となる。

## 教育

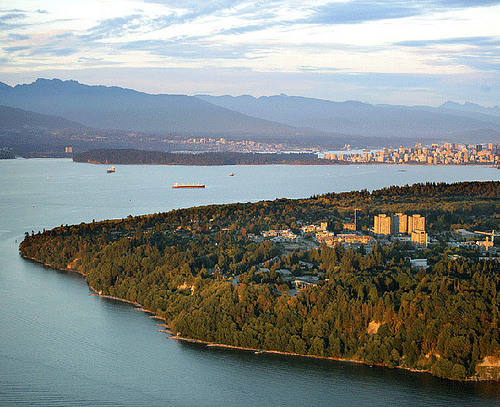
ブリティッシュコロンビア大学

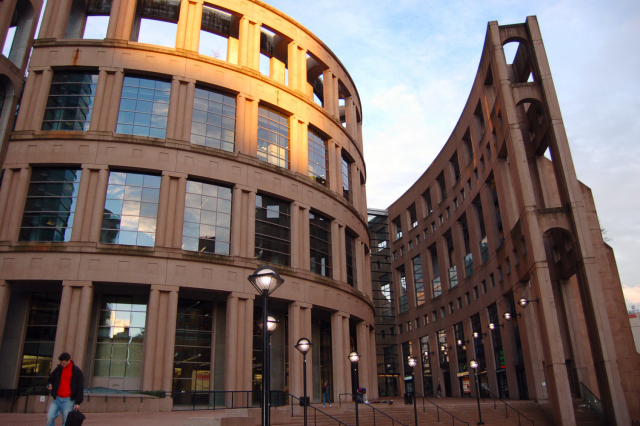
バンクーバー公共図書館本館

### 大学
- ブリティッシュコロンビア大学（UBC）

5万人が学ぶ西部カナダ最大の研究総合大学。常に国内トップ3に入る名門大学。世界的にも高い評価を得て、国際的な知名度も高い。402ヘクタールの広大な敷地を持ち、敷地内に新渡戸記念庭園がある。なお、住所はVancouverで郵便物も問題なく届くが、厳密にはUBCの土地は先住民から勉学のために借りているUniversity Endowment Landsであり、バンクーバー市には属さない。
- サイモンフレーザー大学（SFU）

州立の総合大学。環境学、ビジネス、犯罪学/刑事法学の名門校。SFU本部は隣接するバーナビー市にあるが、バンクーバー市内のウォーターフロント駅前にあるハーバーセンター内にもキャンパスを構える。
- ブリティッシュコロンビア工科大学（BCIT）
- エミリー・カー美術大学
- キャピラノ大学

### カレッジ
- バンクーバー・コミュニティ・カレッジ
- ランガラ・カレッジ
- コロンビア・カレッジ（Columbia College）
- ダグラス・カレッジ
- コキットラムカレッジ

### 図書館
- バンクーバー公共図書館(VPL) - 市立図書館。本館以外に21の分館を抱え、40万人近くが利用者として登録し、年間800万点以上の貸し出しを行っている、カナダ第三の規模を誇る公共図書館ネットワーク。

## 観光

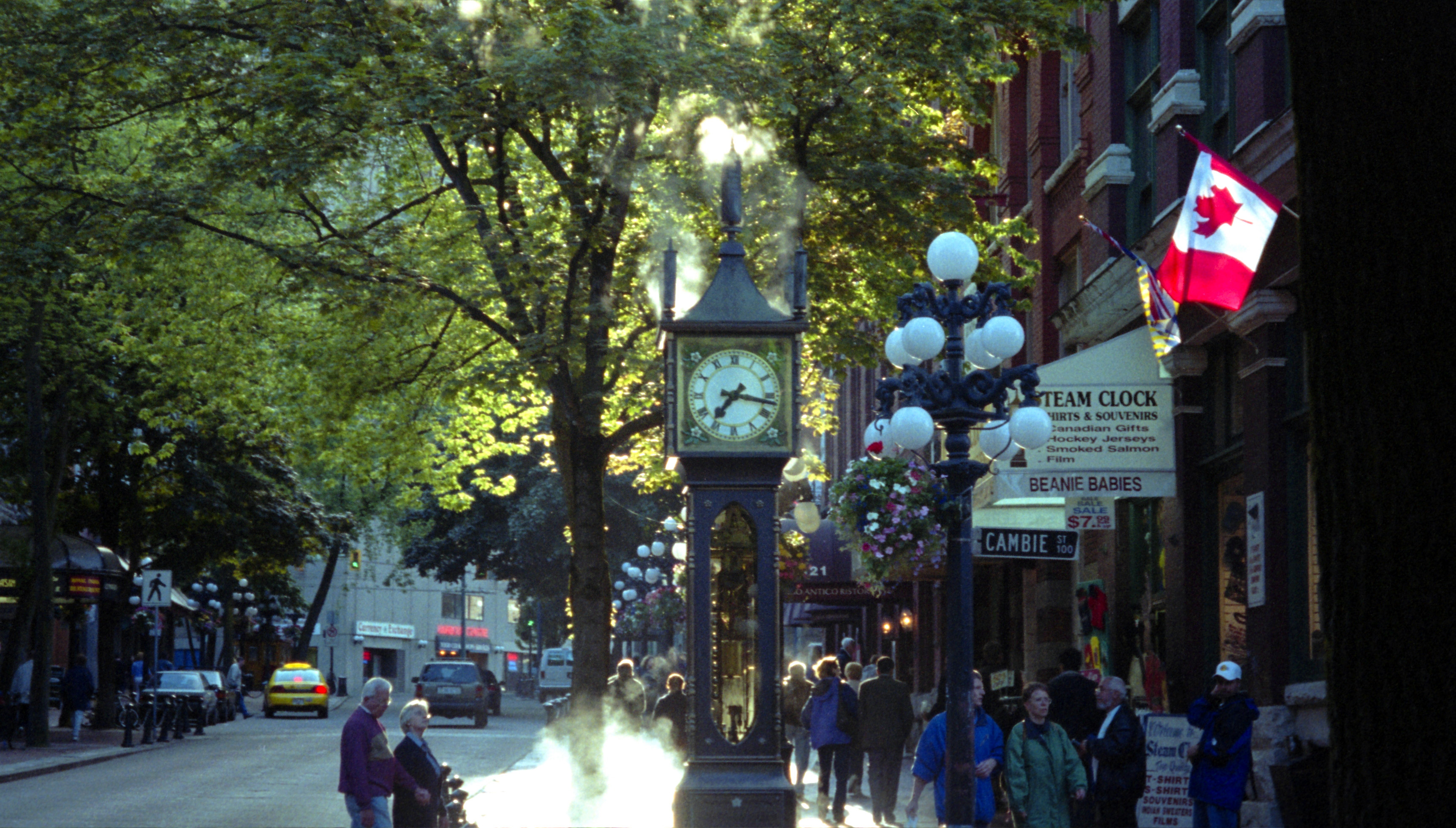
ギャスタウン

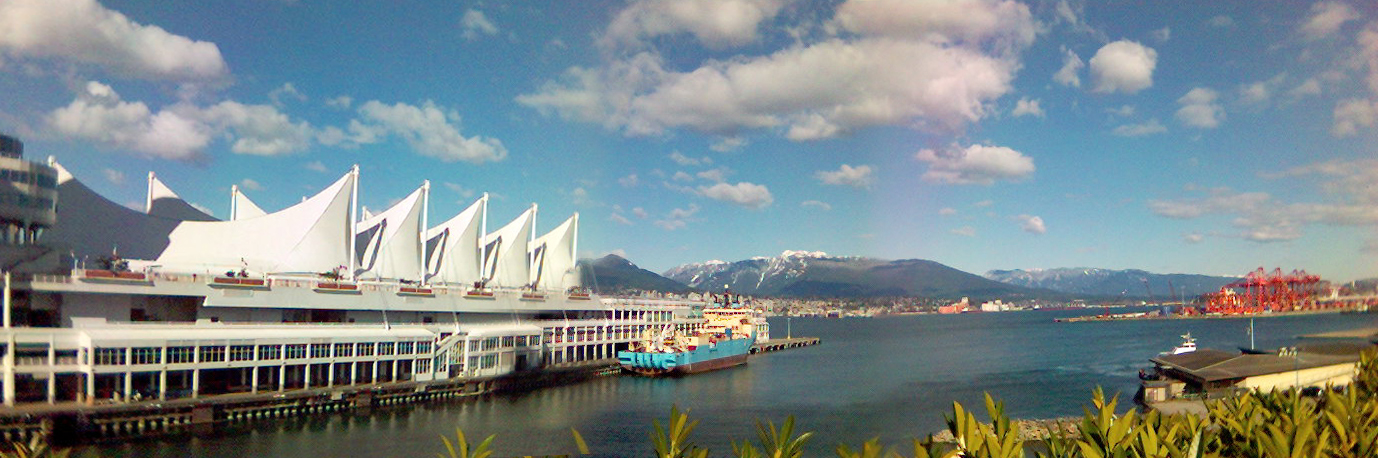
カナダプレイス

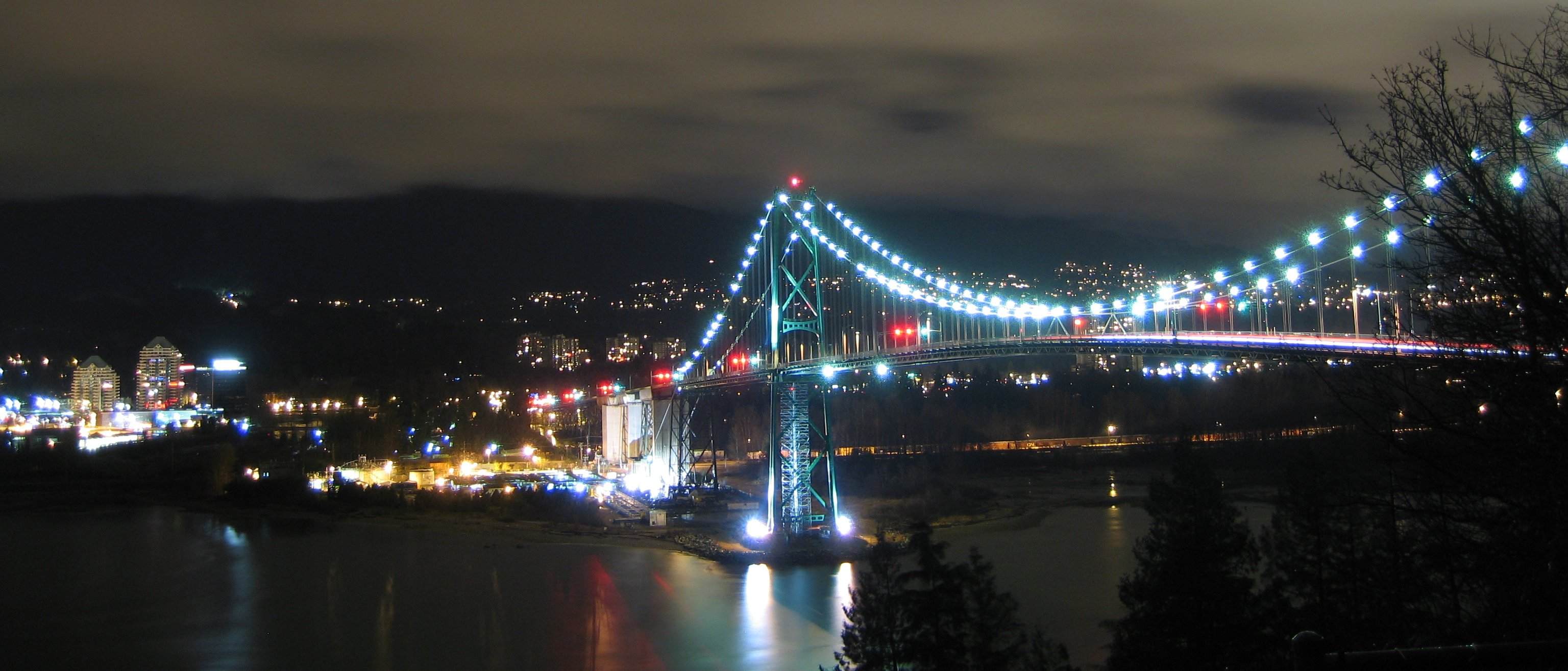
ライオンズゲートブリッジ

トランスリンクのバスやスカイトレインなどの交通機関で移動することができる。
- スタンレーパーク
- ギャスタウン
- カナダプレイス
- ハーバーセンター（ザ・ルックアウト）
- グランビル・ストリート
- ロブソン・ストリート
- チャイナタウン
- 中山庭園
- イエールタウン
- キツラノ
- イングリッシュベイ
- クイーンエリザベスパーク
- グランビルアイランド
- バンデューセン植物園
- バンクーバー海洋博物館
- バンクーバー水族館
- バンクーバー博物館
- バンクーバー美術館
- ヘイスティングスパーク
- BCプレイス・スタジアム
- ロジャース・アリーナ
- サム・キー・ビル(Sam Kee Building)
- 新渡戸稲造記念庭園
- キャピラノ吊り橋

夏には花火大会が開催され、招待された数カ国の花火が日を替えて競い合う。

## スポーツチーム

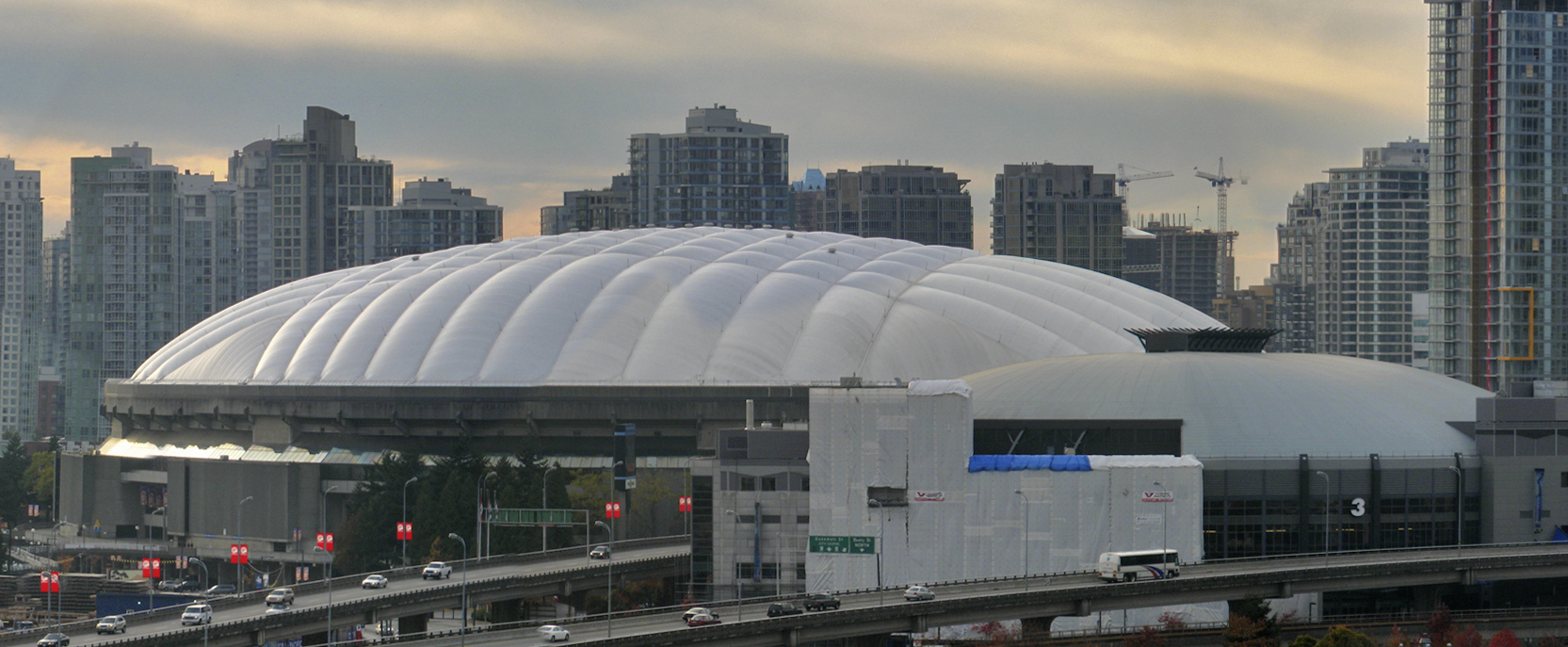
BCプレイス・スタジアム

バンクーバーを本拠地とする主なプロスポーツチームは以下の通り。
| スポーツ種別             | チーム                           | 所属団体                   | 団体内所属                 | ホーム競技場               |
| ------------------------ | -------------------------------- | -------------------------- | -------------------------- | -------------------------- |
| 野球                     | バンクーバー・カナディアンズ     | マイナーリーグベースボール | ハイAウエスト              | ナットベイリー・スタジアム |
| アイスホッケー           | バンクーバー・カナックス         | NHL                        | ウェスタン・カンファレンス | ロジャース・アリーナ       |
| カナディアンフットボール | BCライオンズ                     | CFL                        | ウェスト・ディビジョン     | BCプレイス・スタジアム     |
| サッカー                 | バンクーバー・ホワイトキャップス | MLS                        | ウェスト・カンファレンス   | BCプレイス・スタジアム     |

かつてバンクーバーを本拠地としたプロスポーツチームは以下の通りである。
| スポーツ種別     | チーム                     | 所属団体                   | 団体内所属                 | ホーム競技場             |
| ---------------- | -------------------------- | -------------------------- | -------------------------- | ------------------------ |
| 野球             | バンクーバー朝日           |                            |                            | オッペンハイマー・パーク |
| 野球             | バンクーバー・マナティーズ | マイナーリーグベースボール | パシフィックコーストリーグ | キャピラノ・スタジアム   |
| バスケットボール | バンクーバー・グリズリーズ | NBA                        | ウェスタン・カンファレンス | GMプレイス               |
|                  |                            |                            |                            |                          |

## 国際イベント
- 1954年 コモンウェルスゲームズ
- 1986年 バンクーバー国際交通博覧会
- 2010年 バンクーバーオリンピック・パラリンピック

## 姉妹都市
- オデッサ （ウクライナ・オデッサ州）
- 横浜市 （日本・神奈川県）
- エディンバラ （イギリス・スコットランド）
- 広州市 （中国・広東省）
- ロサンゼルス （アメリカ・カリフォルニア州）

## その他
2019年9月25日にリリースされたiOS、Android向けゲームアプリ『マリオカート ツアー』(MARIO KART TOUR) にて、バンクーバーをモデルにした「バンクーバーバレー」を走行することができる。バンクーバーバレーには、バンクーバー五輪聖火台やキャピラノ吊り橋などの名所が登場する。コースの時間帯は夜で、空には大きなオーロラが出現している。
後に『マリオカート8 デラックス』でもコース追加パス第5弾に収録された。